# Grisselborg, Nagu
Grisselborg är en ö nära Haverö i Nagu,  Finland. Den ligger i Skärgårdshavet i Pargas stad i den ekonomiska regionen  Åboland i landskapet Egentliga Finland, i den sydvästra delen av landet. Ön ligger omkring 4 kilometer sydväst om Haverö, 7 kilometer nordost om Nagu kyrka, 29 kilometer sydväst om Åbo och omkring 160 kilometer väster om Helsingfors. Närmaste allmänna förbindelse är förbindelsebryggan vid Själö som trafikeras av M/S Falkö och M/S Östern.
Öns area är 4,6 hektar och dess största längd är 400 meter i sydöst-nordvästlig riktning. I omgivningarna runt Grisselborg växer i huvudsak barrskog.